# Jižní Čolla
Jižní Čolla je provincie v Jižní Koreji. Hlavním městem je Muan. Provincie tvoří úplně nejjižnější část Korejského poloostrova a daří se tu zemědělství. Uprostřed provincie se nachází město Kwangdžu, ale není její součástí, má statut metropolitního města.
Provincie byla vytvořena v roce 1896 rozdělením původní provincie Čolla na Severní a Jižní Čollu. Žije zde přibližně 1,7 milionu obyvatel (2010).